# La Tour-d'Aigues
La Tour-d'Aigues è un comune francese di 4 091 abitanti situato nel dipartimento della Vaucluse della regione della Provenza-Alpi-Costa Azzurra.

## Società

### Evoluzione demografica
Abitanti censiti